# Roland Mackle

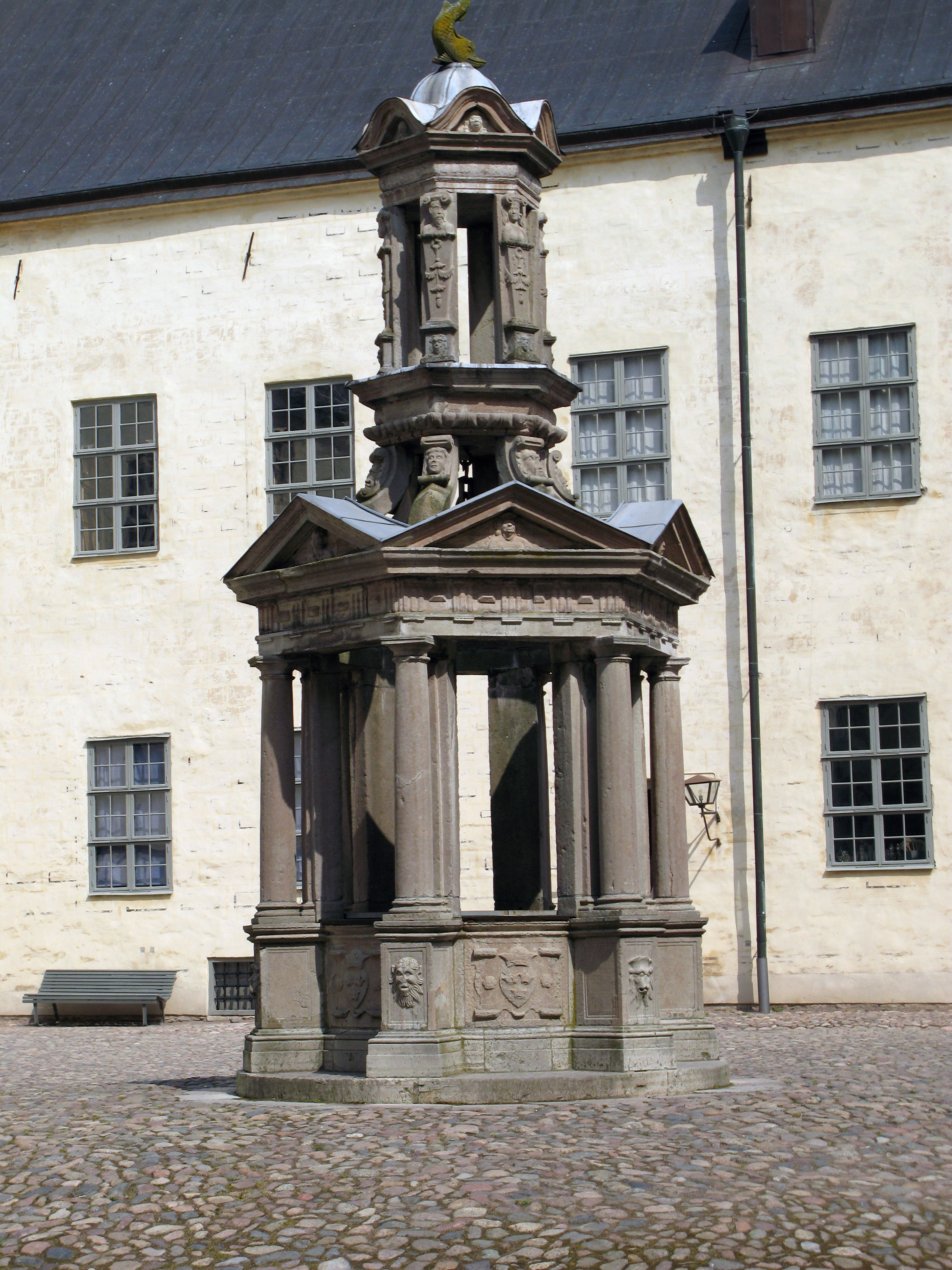
Slottsbrunnen i Kalmar ritad av Dominicus Pahr utförd av Roland Mackle 1579–1581.

Roland Mackle (Mockle), död 1581, var en tysk stenhuggare, verksam i Sverige i slutet av 1500-talet.
Mackle anställdes under Gustav Vasas tid som stenhuggare vid Uppsala slott 1557 men förflyttades 1559 till arbetet med utsmyckningen av Kalmar slott. Under sin tid i Kalmar var han knuten till Borgholmsbygget 1568–1569 där han skapade tre stora portar som han förfärdigade efter egna ritningar; annars arbetade han vanligtvis efter slottsarkitektens anvisningar. Hans mest framstående arbeten är Dominicus Pahrs slottsbrunn med klassisk kolonnutsmyckning som han utförde 1579–1581 och huvudportalen på Kalmar slott som han utförde under 1570-talet. Enligt slottets räkenskapsböcker utförde han även arbeten i det kapell som byggdes 1578 som senare byggdes om till lusthus. Vid sidan av arbetet i Kalmar levererade han huggen sten från Öland till det pågående arbetet vid Stockholms slott. Efter hans död 1581 tillförsäkrades han änka ett underhåll från Kalmar slott av Johan III.  